# Episodi di Kommissariat 9 (seconda stagione)
La seconda stagione della serie televisiva Kommissariat 9 è stata trasmessa in anteprima in Germania dalla ARD tra l'11 giugno 1979 e il 20 agosto 1979.
| nº | Titolo originale           | Titolo italiano | Prima TV Germania | Prima TV Italia |
| -- | -------------------------- | --------------- | ----------------- | --------------- |
| 1  | Die Edlen der Heilkunst    | inedito         | 11 giugno 1979    | inedito         |
| 2  | Der Preisbrecher           | inedito         | 18 giugno 1979    | inedito         |
| 3  | Die Großen und die Kleinen | inedito         | 25 giugno 1979    | inedito         |
| 4  | Edle Sorten                | inedito         | 2 luglio 1979     | inedito         |
| 5  | Big Business               | inedito         | 9 luglio 1979     | inedito         |
| 6  | Fett macht fett            | inedito         | 16 luglio 1979    | inedito         |
| 7  | Der Zapfhahn               | inedito         | 23 luglio 1979    | inedito         |
| 8  | Ein Schluck aus der Pulle  | inedito         | 30 luglio 1979    | inedito         |
| 9  | Konjunkturbelebung         | inedito         | 6 agosto 1979     | inedito         |
| 10 | Auf einen guten Mokka      | inedito         | 6 agosto 1979     | inedito         |
| 11 | Gewußt wie                 | inedito         | 13 agosto 1979    | inedito         |
| 12 | An der richtigen Quelle    | inedito         | 13 agosto 1979    | inedito         |
| 13 | Nachtschatten-Salami       | inedito         | 20 agosto 1979    | inedito         |